# Ибс-ан-дер-Донау
Ибс-ан-дер-Донау (нем. Ybbs an der Donau) — город в Австрии, в федеральной земле Нижняя Австрия.
Входит в состав округа Мельк. Население составляет 5812 человек (на 31 декабря 2005 года). Занимает площадь 23,82 км².
Расположен на правом берегу Дуная в месте впадения в него реки Ибс в 15 километрах к западу от Мелька и 30 километрах от Санкт-Пёльтена. Через Ибс-ан-дер-Донау проходит железная дорога Вена — Зальцбург. Время в пути на поезде от Вены — 1,5 часа.
Город был основан в 1317 году. Ибс-ан-дер-Донау стоит на границе двух дунайских областей — Нибелунгенгау, широкой и равнинной долины между Ибсом и Мельком и Штруденгау, некогда бурном и порожистом участке Дуная, зажатым между скалами и расположенным выше Ибса. В середине XX века самые опасные пороги были взорваны, а чуть выше Ибса была построена плотина ГЭС Ибс — Перзенбойг. Образовавшееся водохранилище затопило остальные пороги и сделало этот участок Дуная судоходным.

## Политическая ситуация
Бургомистр коммуны Алоис Шролль от СДПА.
Совет представителей коммуны (нем. Gemeinderat) состоит из 29 мест. С 25 января 2015 года:
- Социал-демократическая партия Австрии занимает 16 мест.
- Австрийская народная партия занимает 10 мест.
- Австрийская партия свободы занимает 2 места
- местный список: 1 место[2][3].

## Другое
В Ибс-ан-дер-Донау родились математик Вильгельм Виртингер (1865—1945) и политик Отмар Карас (р. 1957).

## Фотографии

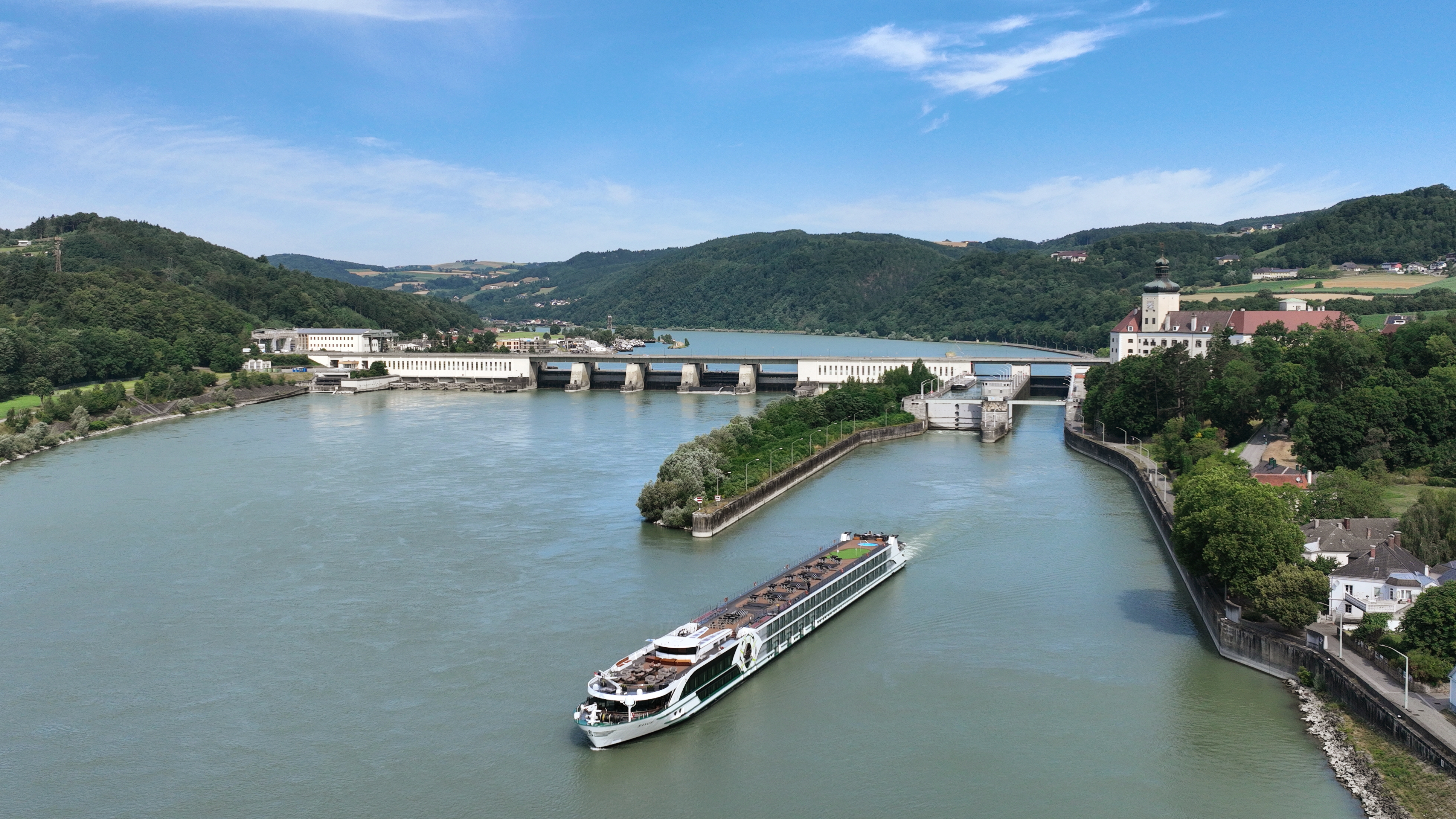
Плотина ГЭС Ибс - Перзенбойг
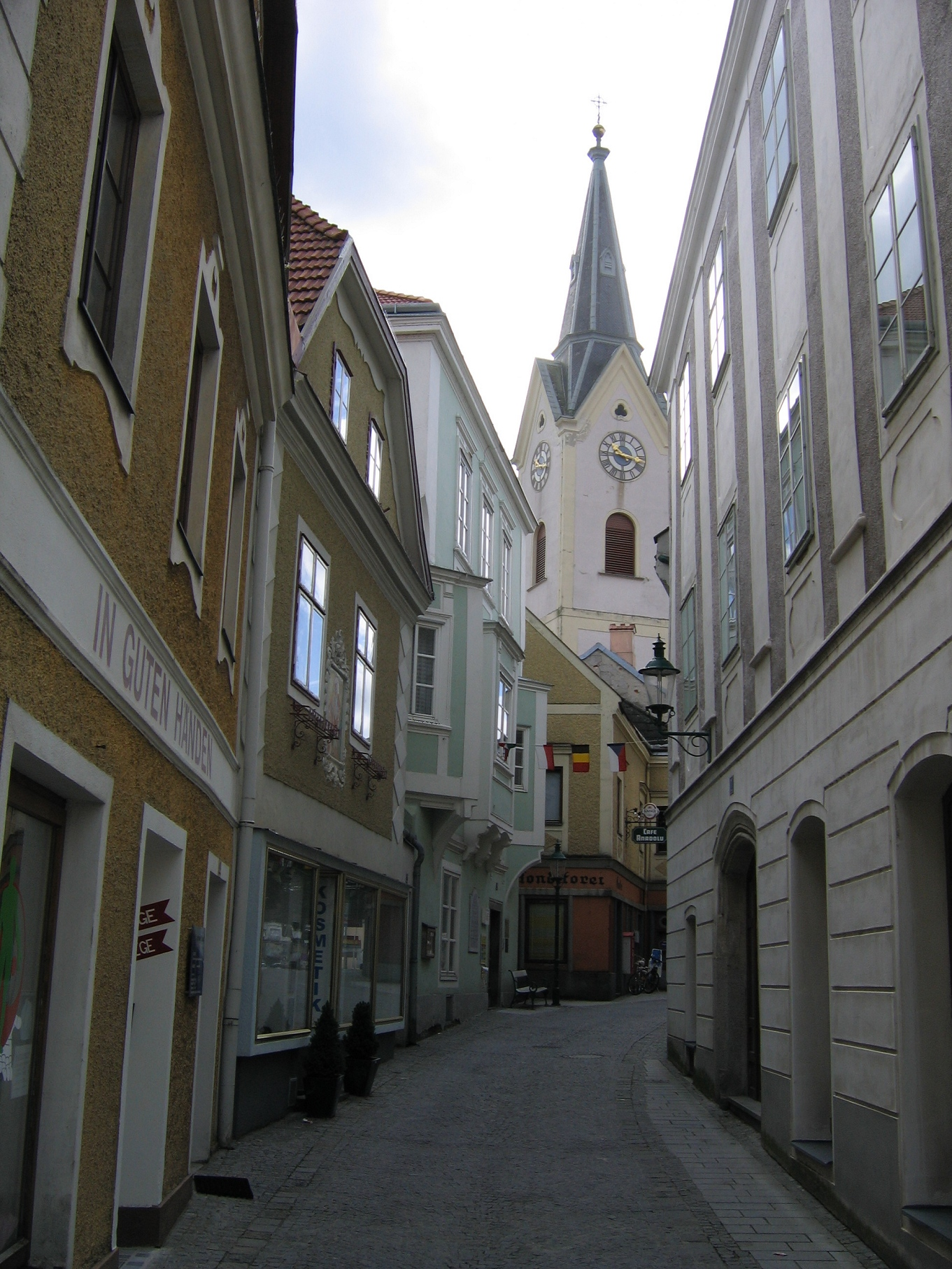
Переулок в центре Ибса
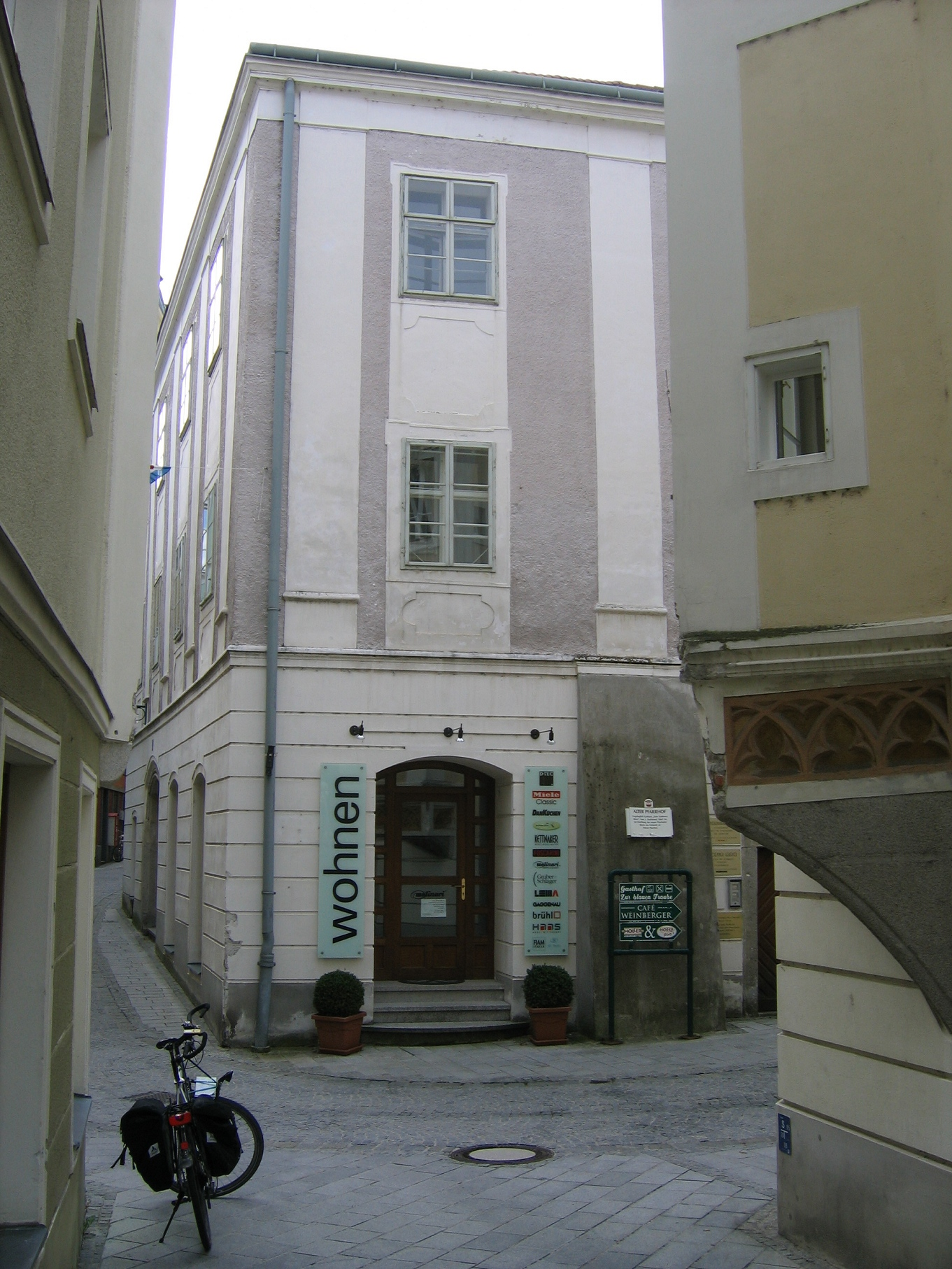
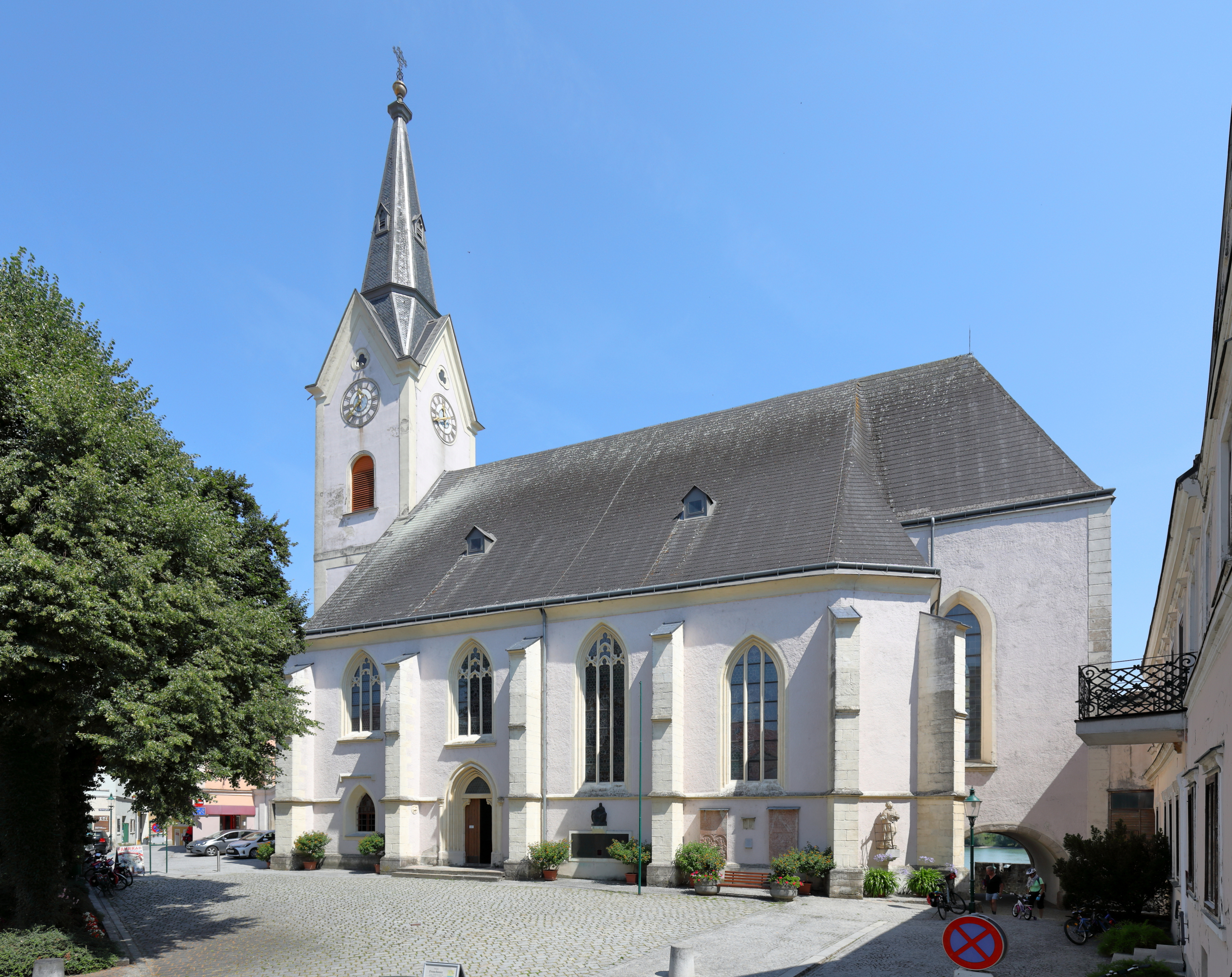
Церковь св. Лоренца
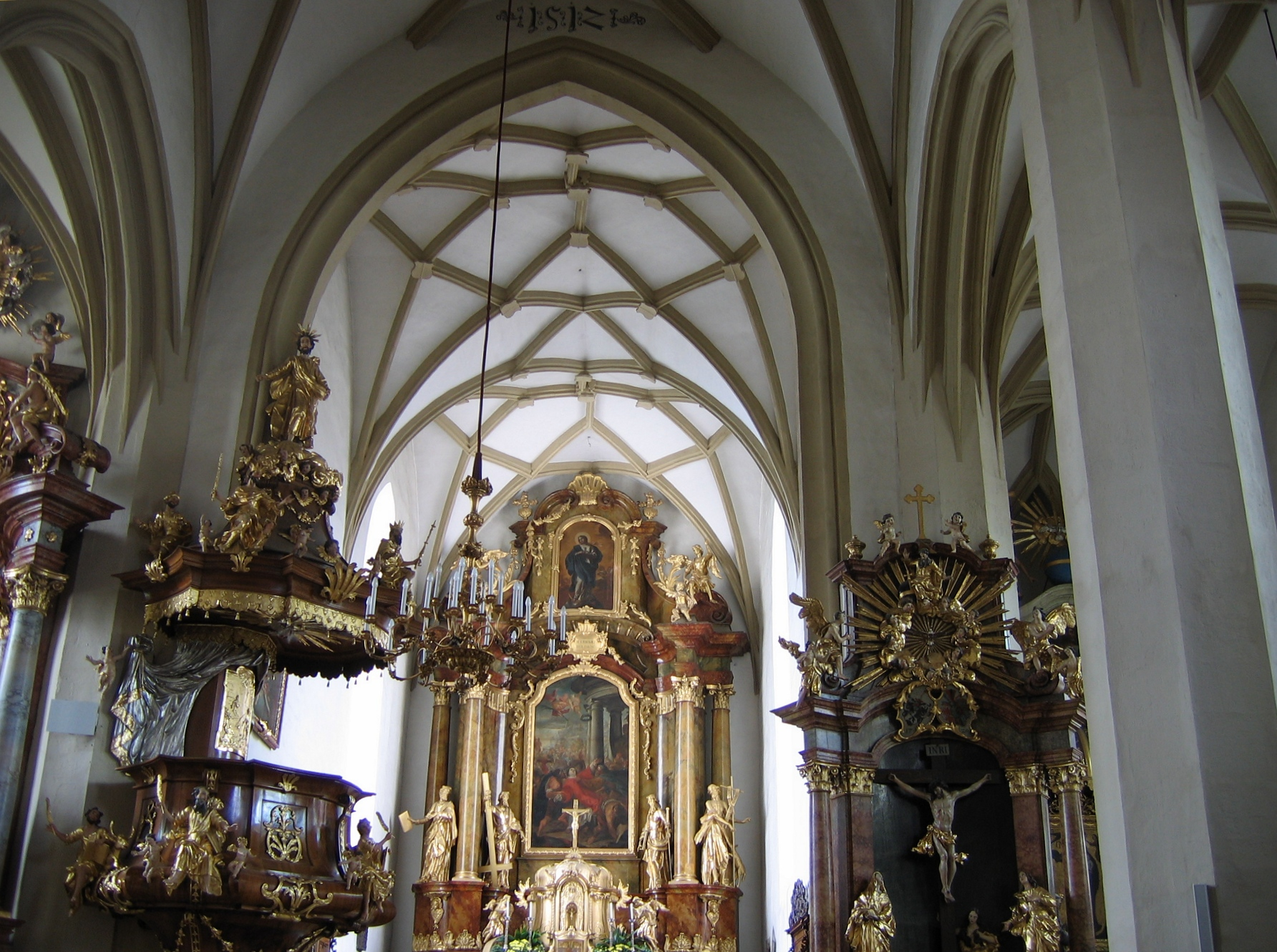
Интерьеры церкви св. Лоренца
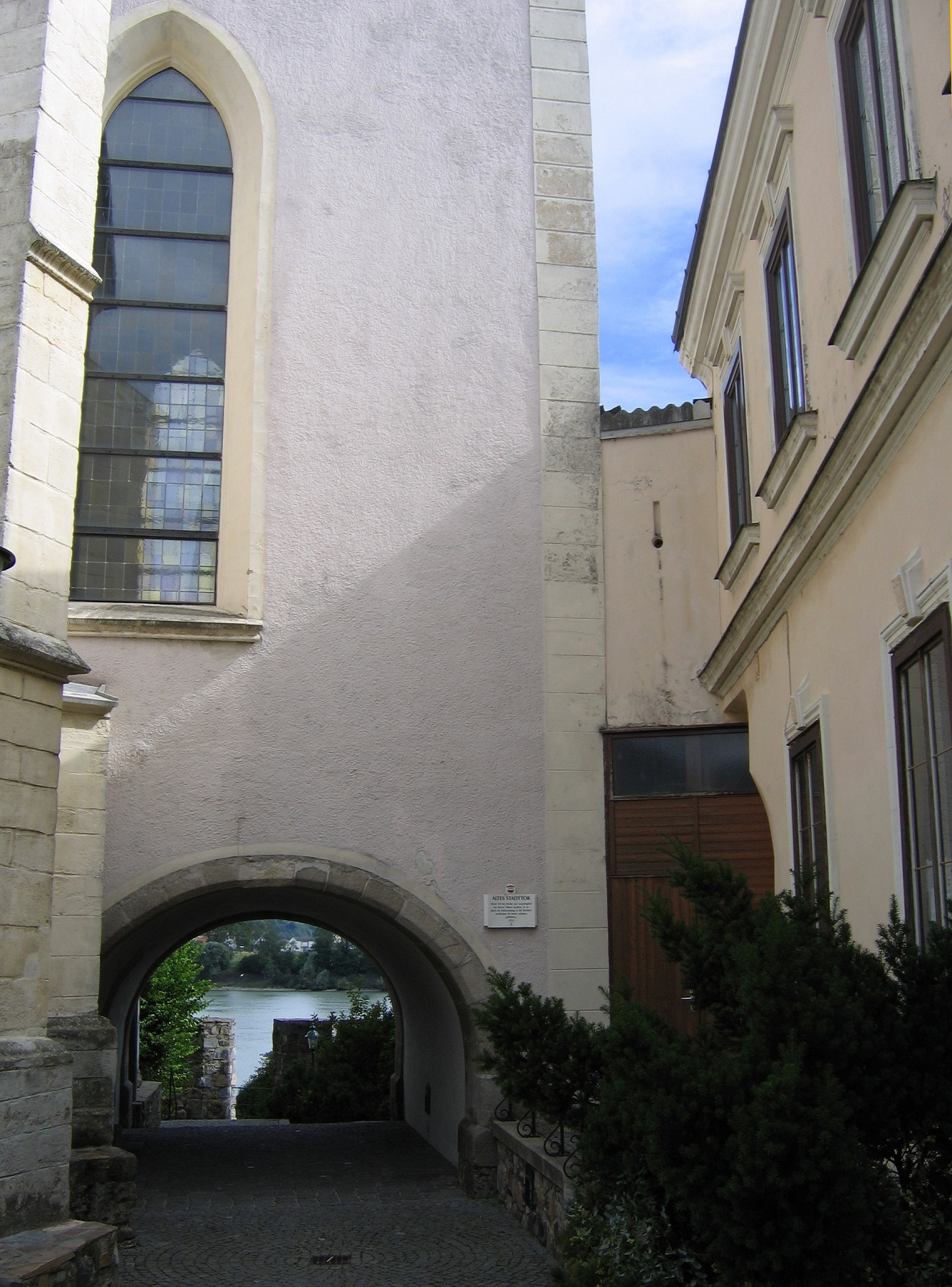
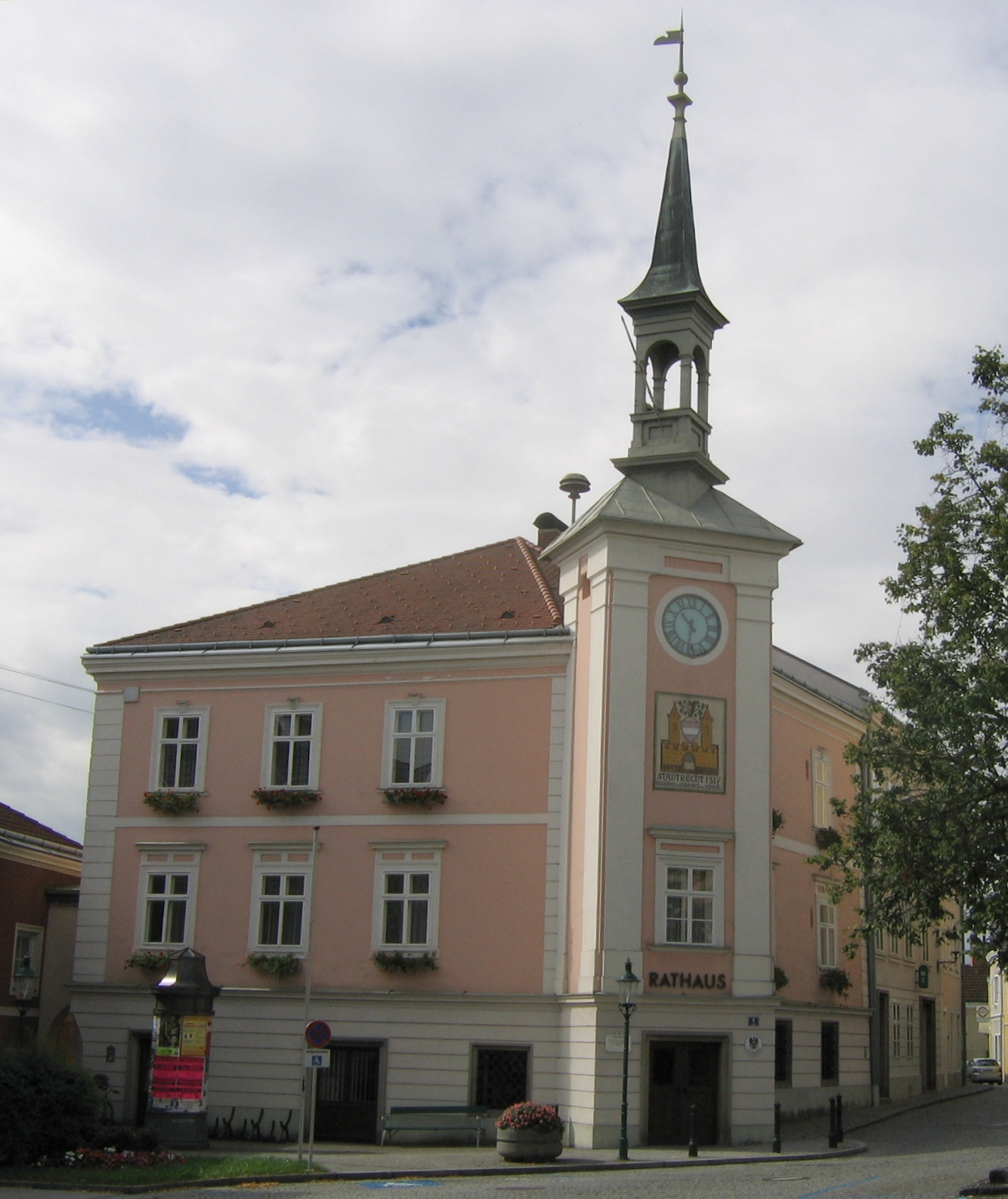
Ратуша